# Subah (Provinz)
Mit dem aus dem Arabischen stammenden Begriff Subah (Urdu: صوبہ) wurde im Mogulreich eine Provinz bezeichnet. Der Statthalter oder Gouverneur trug den Titel subahdar.

## Geschichte
In den Jahren 1572 bis 1580 schuf der Großmogul Akbar I. ursprünglich 12 Subahs; in den Jahren 1596 bis 1601 kamen noch 3 weitere hinzu. Unter seinen Nachfolgern Shah Jahan und Aurangzeb wurde ihre Zahl auf insgesamt 22 erweitert. Die Briten übernahmen zunächst weitgehend die politische und verwaltungsmäßige Gliederung des Mogulreichs, formten diese jedoch allmählich um.
| #  | Provinz (Subah)                                 | Hauptstadt                          | Jahr | Großmogul  |
| -- | ----------------------------------------------- | ----------------------------------- | ---- | ---------- |
| 1  | Kabul (Provinz)                                 | Kabul                               |      | Akbar I.   |
| 2  | Lahore (Provinz)                                | Lahore                              |      | Akbar I.   |
| 3  | Multan (Provinz)                                | Multan                              |      | Akbar I.   |
| 4  | Ajmer (Provinz)                                 | Ajmer                               |      | Akbar I.   |
| 5  | Gujarat (Provinz)                               | Ahmedabad                           |      | Akbar I.   |
| 6  | Delhi (Provinz)                                 | Delhi                               |      | Akbar I.   |
| 7  | Agra (Provinz)                                  | Agra                                |      | Akbar I.   |
| 8  | Malwa (Provinz)                                 | Ujjain                              |      | Akbar I.   |
| 9  | Awadh (Oudh)                                    | Faizabad, Lakhnau                   |      | Akbar I.   |
| 10 | Allahabad (Provinz)                             | Allahabad                           |      | Akbar I.   |
| 11 | Bihar (Provinz)                                 | Patna                               |      | Akbar I.   |
| 12 | Bengalen (Provinz)                              | Tanda, Rajmahal, Dhaka, Murshidabad |      | Akbar I.   |
| 13 | Berar (Provinz)                                 | Achalpur                            | 1596 | Akbar I.   |
| 14 | Khandesh (Provinz)                              | Burhanpur                           | 1601 | Akbar I.   |
| 15 | Ahmednagar (Provinz)                            | Ahmednagar, Daulatabad, Aurangabad  | 1601 | Akbar I.   |
| 16 | Orissa (Provinz)                                | Cuttack                             |      | Shah Jahan |
| 17 | Kashmir (Provinz)                               | Srinagar                            |      | Shah Jahan |
| 18 | Thatta (Provinz) (Sindh)                        | Thatta                              |      | Shah Jahan |
| 19 | Bidar (Provinz)                                 | Bidar                               | 1656 | Shah Jahan |
| 20 | Bijapur (Provinz)                               | Bijapur                             | 1684 | Aurangzeb  |
| 21 | Golkonda (Provinz) (später Hyderabad (Provinz)) | Hyderabad                           | 1687 | Aurangzeb  |
| 22 | Sira (Provinz)                                  | Sira                                | 1687 | Aurangzeb  |

Shah Jahan gründete weitere Provinzen, die jedoch nicht lange existierten: Kandahar (1638–1648), Telangana (1636–1657), Balkh (1646–1647), Badakhshan (1646–1647).